# Основание Академии Лубранского в Познани
«Основание Академии Лубранского в Познани» (пол. Założenie Akademii Lubrańskiego w Poznaniu) — картина польского художника Яна Матейко на исторический сюжет, созданная в 1886 году. Хранится в Национальном музее в Познани.

## Описание и судьба картины
По данным Марьяна Горьковского, секретаря Яна Матейко, картину заказал заказал священник Антоний Кантецкий, главный редактор «Познанского курьера». В 1886 году он передал художнику 1500 марок задатка при условии, что полотно будет закончено к 25-летию священства Эдуарда Ликовского, ректора Познанской духовной семинарии. Матейко начал работу 3 октября 1886 года. В ноябре 1886 года Кантецкий передал оставшиеся 3500 марок, 4 декабря картина была закончена и сразу отправлена в Познань. Подаренная Ликовскому, она в феврале 1915 года была передана в коллекцию Познанского Общества друзей наук. Картина была очень популярна в Познани, массово продавались её репродукции, открытки и фотографии. Во время Второй мировой войны полотно было утрачено, но в 1948 году его нашли. С тех пор картина хранится в коллекции Национального музея в Познани как собственность Общества друзей наук.
На картине изображён епископ Познани Ян Лубранский. Он сидит на возвышении и держит в правой руке документ об учреждении академии, который подаёт Яну Стобницкому, первому ректору. Слева в зелёном стоит, по-видимому, воевода Познани Анджей Шамотульский. За ним виден каноник Бернард Лубранский, брат Яна. В других персонажах можно узнать выпускников Академии Лубранского разных лет.